# Loalwa Braz
Loalwa Braz Vieira conocida simplemente como Loalwa Braz (Río de Janeiro, 3 de junio de 1953-Saquarema, 19 de enero de 2017) fue una cantante brasileña. Saltó a la fama como principal vocalista y líder del grupo de lambada Kaoma.

## Biografía
Nacida en Río de Janeiro, proveniente de una familia de músicos afrobrasileños. Su padre era el director de la Orquesta Popular y su madre pianista clásica. Loalwa fue así influenciada por la buena música, tocando piano clásico desde los cuatro años, comenzando su carrera de cantante a los trece años y creciendo muy cerca de los ritmos legendarios del Brasil. 
Sus dones naturales fueron fortalecidos por su trabajo. Loalwa ganó rápidamente varios premios, y debutó en el club nocturno más prestigioso de Río de Janeiro.
Su ingenio le garantizó el reconocimiento de los mayores exponentes de la Música Popular Brasileña como Gilberto Gil, Tim Maia, Alcione, Maria Bethânia, Emilio Santiago, Gal Costa, Caetano Veloso, etc.; quienes eran sus compañeros de escenario y grabación, desde 1975 hasta 1985, fecha en la cual decidió vivir en París, después de su éxito en el Palais des Sports, con el show “Brésil en Fête”.
Loalwa se presentó en los principales escenarios del espectáculo: Paradis Latin, Méridien (París), Olympia (88 y 92), TLP Dejazet, New Morning, Zenith, Madison Square Garden, London Palladium, Waldorf Astoria etc.
Con la música de la Lambada conquistó al planeta a fines de los 80 y principios de los 90, con más de 25 millones de discos vendidos en todo el mundo y 80 discos de oro y platino. La Lambada fue un éxito incomparable, que atrajo definitivamente un nuevo aspecto a la música latina internacional.
Loalwa formó parte de las 20 voces más escuchadas en todo el mundo cuando la Lambada fue un fenómeno a nivel mundial. Loalwa compuso y cantó tres canciones para la industria cinematográfica francesa: dos canciones en la película “Le Roi Desperados” - producido por el estudio de televisión francés Canal+ e interpretada por la célebre Orquesta Filarmónica de Londres, y otra para la banda sonora de la película “Dis-moi oui” dirigida por Alexandre Arcady y con música de Phillipe Sarde.
Varias canciones marcaron su carrera: 
- Llorando se fue (Lambada).
- Tago Mago.
- Bailando Lambada.
- Mélodie d`Amour.
- A la Medianoche.
- La adaptación en portugués de la canción “Another Star” (Otro Lugar), de Stevie Wonder, hecha por Loalwa demostró su versatilidad, y suscitó el interés de los grandes nombres de la música mundial por sus composiciones y adaptaciones.

En año 2003 lanzó el Álbum Recomeçar (Recomenzar), un disco que era un mosaico de canciones de su autoría, en asociación con compositores y arreglistas de culturas musicales diversas. Recomeçar da un clima romántico a los ritmos calientes, con la participación especial de:
- Carlinhos Brown (Brasil)
- Lincoln Olivetti (Brasil)
- Gilson Peranzetta (Brasil)
- Jacky Arconte (Caribe)
- Benjamin Constant (Francia)
- Fabien Nataf (Francia)

Loalwa fue miembro de la Academia Francesa de Artes, Ciencias y Letras; por la cual fue condecorada con la medalla de plata (Prix Thorlet 2003).
Otro disco editado en el año 2006 con grandes colaboraciones musicales mezclaba el romanticismo y la explosión de ritmos que caracterizaban la personalidad de la artista. Un nuevo título que enriqueció la carrera de la cantante, nombrada embajadora por la Asociación Francophone para la promoción de l'Esprit Sportif (AFPES) a través del mundo.
En 2011 le siguió el álbum “ENSOLARADO” (soleado) con la participación de artistas de África, Caribe y América Latina. Loalwa quería orientar sus canciones al portugués, español, inglés y francés.

## Asesinato
Fue encontrada muerta el 19 de enero de 2017, en un coche quemado en una zona al norte de Río de Janeiro muy cerca de su domicilio, según confirmó a la agencia DPA la Policía Civil. Según el comandante del Cuerpo de Bomberos Leonardo Couri, ellos recibieron una llamada en la madrugada por un incendio en un domicilio, que sería el de la artista. Cuando se trasladaron para combatir las llamas del vehículo, en el distrito de Bacaxá, ocurrió el macabro hallazgo en el asiento trasero. “Dentro del automóvil, el equipo identificó que había un cuerpo carbonizado y comenzó a trabajar la pericial. Todo fue muy rápido”, indicó Couri. La agencia de noticias G1 afirmó que al menos dos hombres armados fueron vistos cerca de la casa de Braz Vieira y que se escucharon gritos y pedidos de ayuda.
El 20 de enero se supo que los detenidos fueron identificados como Wallace de Paula Vieira , de 23 años, Gabriel Ferreira dos Santos  (21) y Lucas Silva de Lima  (18), según señaló la Policía Civil de Río de Janeiro a la Agencia estatal de Brasil. La Policía apuntó que los sospechosos llegaron la noche del miércoles al local Pousada Azur, forzaron la puerta de entrada y allí dentro inmovilizaron a la artista, propietaria del establecimiento. La investigación desgrana que Braz luchó contra sus agresores hasta que cayó desmayada a causa de los golpes y los cortes recibidos con arma blanca, momento en el que fue arrastrada hasta su propio vehículo, al cual le prendieron fuego con su cuerpo en el interior en una calle próxima.

## Discografía

### conKaoma
Worldbeat
- Fecha de publicación: 1989

Sony Music
Canciones
- 01. Lambada
- 02. Lambareggae
- 03. Dancando Lambada
- 04. Lambamor
- 05. Lamba Caribe
- 06. Melodie d'Amour
- 07. Sindiang
- 08. Sopenala
- 09. Jambe Finete (Grille)

Tribal-Pursuit
- Fecha de publicación: 1991
- Sony Music

Canciones
- 01. Danca Tago Mago
- 02. Chacha La Vie
- 03. Contigo Voy
- 04. Moco Do Dende
- 05. CA Ka Fe Mal
- 07. Enamorados
- 08. Anai
- 09. Ilha Do Amor
- 10. Celebration

A La Media Noche
- Fecha de publicación: 10/11/1998
- Atoll Music

Canciones
- 01. A la Media Noche
- 02. Banto
- 03. Quando
- 04. Idem
- 05. Essa Maneira
- 06. Outro Lugar (Another Star)
- 07. Todo
- 08. M.B.B
- 09. Espanha
- 10. Nou Wè
- 11. Banto (Roots Version)

Loalwa Braz 
Brésil
- Fecha de publicación: 1989
  - Sigla/Braz Brasil Produções

Canciones
- 01. Vitoriosa
- 02. O Polvo
- 03. Uma Mulher
- 04. Lua
- 05. My Great Emotion
- 06. Terna Paixão
- 07. Babaorixa
- 08. Eu e Você
- 09. Pourquoi?
- 10. Porto Seguro

Recomeçar
- Fecha de publicación: 28/07/2003
- XIII Bis Records/Braz Brasil Produções

Canciones
- 01. Made In Brasil
- 02. Recomeçar
- 03. Dandara
- 04. Vida De Bamba
- 05. Vem Ver
- 06. Chorando Se Foi (la Lambada)
- 07. Magoa
- 08. Forro Azul
- 09. Coisas De Amor
- 10. La Vie En Rose
- 11. Recuerdos
- 12. Uma Mulher
- 13. Funk Forro
- 14. Porto Seguro
- 15. Karukera
- 16. Mano A La Mano
- 17. Aiming The Sky
- 18. Quiero Más